# Brasil festival
Brasil festival est un festival créé en 2002 à Bologne (Émilie-Romagne, Italie), qui se veut un hommage des Italiens aux aspects les plus importants de la culture brésilienne. 
Conçu par l'association culturelle MAMBO, il est, depuis 2003, officiellement reconnu par les ministères brésiliens des Affaires étrangères et de la Culture et le Consulat général du Brésil à Milan.
C'est un événement qui rassemble tous ceux qui souhaitent participer à un projet de qualité. Au cours des 8 premières années de son existence, le Brasil festival a accueilli des centaines d'artistes du spectacle dans près de 200 concerts : Afroeira, Patricia de Assis, Renato Borghetti, Barbara Casini, Chico César, Irio De Paula, Machado Dias, Daniella Firpo, Trio Madeira, Arthur Maia, Zeduardo Martins, Airto Moreira, Emilia Rosa, Dudu Tucci, Quarteto Maogani, Julinho Martins, Marcio Rangel, Nelson Machado, Marivaldo Paim, Nené Ribeiro, Rogerio Tavares et beaucoup d'autres. 
Mais, en plus de la musique, ont été présentées 9 expositions, des critiques de films, 14 débats, et des stages, 8 rendez-vous avec la cuisine brésilienne. 
Impliquant plus de 30 lieux dans 8 communes et accueillant plus de 50 000 spectateurs, le Brasil festival en Italie met à l'essai son propre principe, comme en témoignent de manière flagrante le « Samba Day Blues » du 15 mai 2009. L'objectif est toujours d'établir une passerelle entre Bologne et la création brésilienne.